# Cúp bóng đá Nam Mỹ 2019
Cúp bóng đá Nam Mỹ 2019 (Copa América 2019) là giải đấu lần thứ 46 của Cúp bóng đá Nam Mỹ, giải vô địch bóng đá nam quốc tế tổ chức bởi CONMEBOL. Giải được tổ chức tại Brasil và diễn ra trong khoảng thời gian từ ngày 14 tháng 6 đến ngày 7 tháng 7 năm 2019 tại 6 địa điểm trên quốc gia.
Chile là đương kim vô địch, đã giành vô địch hai kỳ liên tiếp trước đó vào năm 2015 và năm 2016, nhưng đã bị Peru loại ở bán kết, đến trận tranh hạng ba với Argentina, họ đã thua và giành hạng tư chung cuộc.
Brasil đã giành được danh hiệu thứ 9 bằng cách đánh bại Peru 3–1 trong trận chung kết. Argentina đã giành hạng ba khi thắng Chile 2–1 trong trận tranh hạng ba.

## Quốc gia chủ nhà

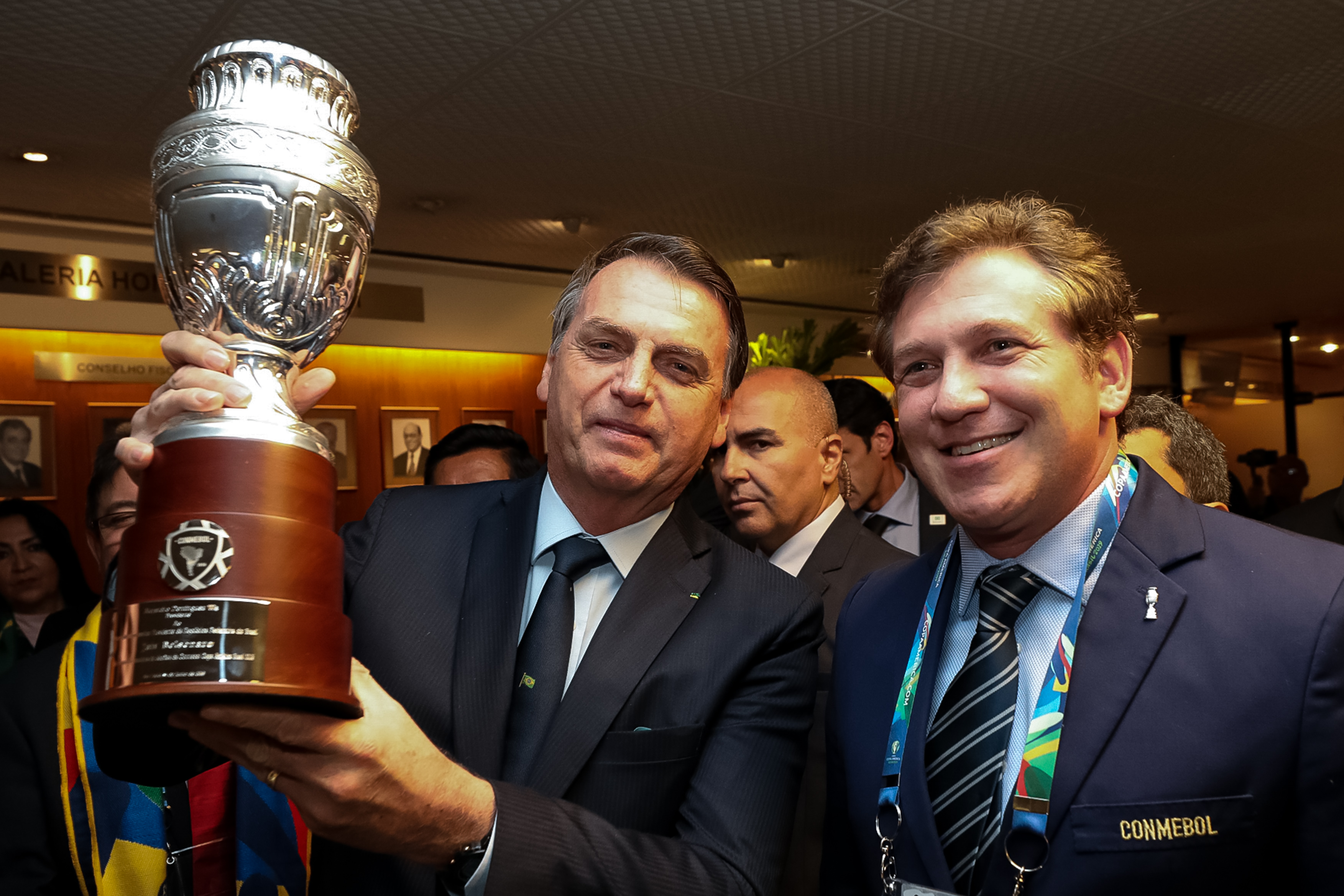
Tổng thống Jair Bolsonaro, chủ nhà của Cúp bóng đá Nam Mỹ vào năm 2019

Đáng lý ra, kỳ Cúp bóng đá Nam Mỹ 2015 đã được tổ chức tại Brasil theo quy luật xoay tua bảng chữ cái ABC, thế nhưng cuối cùng, Chile đã được chọn. Lý do là bởi trong khoảng thời gian từ 2014 đến 2016, Brasil liên tục là chủ nhà của những ngày hội thể thao lớn như FIFA Confederations Cup 2013, World Cup 2014 và Olympic 2016.
Tuy vậy, Copa America 2019 đã chính thức quay trở lại Brasil. Chủ tịch LĐBĐ Nam Mỹ, ông Alejandro Dominguez từng tiết lộ: "Mỹ là nước chủ nhà tuyệt vời. Họ tổ chức rất tốt như Chile năm trước và chắc chắn sẽ là Brasil năm 2019."

## Các đội tham dự
- Brasil (Chủ nhà)
- Argentina
- Colombia
- Bolivia
- Ecuador
- Paraguay
- Perú
- Venezuela
- Uruguay
- Chile (Đương kim vô địch)
- Nhật Bản (Khách mời)
- Qatar (Khách mời)

Các giải lần trước, 2 khách mời thường đến từ khu vực Bắc, Trung Mỹ và Caribe (thường là México, Mỹ hoặc Costa Rica) nhưng do hè 2019 cũng diễn ra CONCACAF Gold Cup nên 2 khách mời sẽ đến từ khu vực châu Á.

## Địa điểm
Vào ngày 14 tháng 6 năm 2018, phó chủ tịch CBF Fernando Sarney tuyên bố rằng 5 thành phố sẽ tổ chức giải đấu: Salvador, Rio de Janeiro, São Paulo, Belo Horizonte và Porto Alegre. Danh sách các sân vận động đã được quyết định vào ngày 17 tháng 9 năm 2018. Trận khai mạc sẽ được tổ chức tại sân vận động Morumbi ở São Paulo, trận bán kết sẽ được tổ chức tại Arena do Grêmio ở Porto Alegre và sân vận động Mineirão ở Belo Horizonte, trận chung kết sẽ được tổ chức tại sân vận động Maracanã ở Rio de Janeiro. Vào ngày 23 tháng 11 năm 2018, CONMEBOL thông báo rằng địa điểm thứ hai của São Paulo sẽ được thay đổi từ Allianz Parque thành Arena Corinthians.
| Sân vận động Maracanã | Sân vận động Morumbi | Arena Corinthians         |
| Sức chứa: 74.738      | Sức chứa: 67.428     | Sức chứa: 49.205          |
|                       |                      |                           |
| Belo Horizonte        | Porto Alegre         | Salvador                  |
| Sân vận động Mineirão | Arena do Grêmio      | Itaipava Arena Fonte Nova |
| Sức chứa: 58.170      | Sức chứa: 55.662     | Sức chứa: 51.900          |
|                       |                      |                           |

## Bốc thăm
Lễ bốc thăm của giải đấu đã diễn ra vào ngày 24 tháng 1 năm 2019, vào lúc 20:30 giờ BRST (UTC−2), tại Cidade das Artes ở Rio de Janeiro, Brasil. 12 đội tuyển đã được rút thăm chia thành ba bảng bốn đội, dựa trên thứ tự phân nhóm từ bảng xếp hạng FIFA.
Tại cuộc họp của Hội đồng CONMEBOL được tổ chức vào ngày 23 tháng 11 năm 2018, đã quyết định rằng bảng xếp hạng FIFA sẽ là cơ sở để xác định hạt giống và sự phân bổ của các đội tuyển còn lại trong các nhóm của bốc thăm. Quyết định này cũng sẽ có hiệu lực đối với các kỳ tổ chức trong tương lai của Cúp bóng đá Nam Mỹ.
Để bốc thăm, các đội tuyển đã được phân bổ vào bốn nhóm dựa trên bảng xếp hạng FIFA thế giới của tháng 12 năm 2018 (hiển thị trong dấu ngoặc đơn). Nhóm 1 chứa đội chủ nhà Brasil (đội được tự động chỉ định vào vị trí A1) và hai đội tuyển mạnh nhất, nhóm 2 chứa ba đội tuyển tốt nhất tiếp theo, và cứ thế cho các nhóm 3 và 4. Các đội tuyển từ nhóm 1 sẽ được chỉ định đến vị trí 1 trong bảng của họ, trong khi các đội tuyển từ các nhóm 2, 3 và 4 sẽ được rút thăm về một trong các vị trí 2, 3 hoặc 4 trong bảng của họ. Hai đội khách mời, Nhật Bản và Qatar, đã được hạt giống vào các nhóm khác nhau, không thể được rút thăm trong cùng bảng.
| Nhóm 1                                              | Nhóm 2                                 | Nhóm 3                                         | Nhóm 4                                   |
| --------------------------------------------------- | -------------------------------------- | ---------------------------------------------- | ---------------------------------------- |
| Brasil (3) (chủ nhà) · Uruguay (7) · Argentina (11) | Colombia (12) · Chile (13) · Perú (20) | Venezuela (31) · Paraguay (32) · Nhật Bản (50) | Ecuador (57) · Bolivia (59) · Qatar (93) |

## Trọng tài
Tổng cộng có 23 trọng tài và 23 trợ lý trọng tài đã được bổ nhiệm cho giải đấu vào ngày 21 tháng 3 năm 2019.
| Hiệp hội  | Trọng tài                                         | Trợ lý trọng tài                                      |
| --------- | ------------------------------------------------- | ----------------------------------------------------- |
| Argentina | Néstor Pitana Fernando Rapallini Patricio Loustau | Hernán Maidana Juan Pablo Belatti Ezequiel Brailovsky |
| Bolivia   | Gery Vargas                                       | José Antelo Edwar Saavedra                            |
| Brasil    | Wilton Sampaio Raphael Claus Anderson Daronco     | Rodrigo Correa Marcelo Van Gasse Kléber Gil           |
| Chile     | Roberto Tobar Julio Bascuñán Piero Maza           | Christian Schiemann Claudio Ríos                      |
| Colombia  | Wilmar Roldán Andrés Rojas Nicolás Gallo          | Alexander Guzmán Wilmar Navarro Jhon Alexander León   |
| Ecuador   | Roddy Zambrano Carlos Orbe                        | Christian Lescano Byron Romero                        |
| Paraguay  | Mario Díaz de Vivar Arnaldo Samaniego             | Eduardo Cardozo Darío Gaona                           |
| Perú      | Diego Haro Víctor Carrillo                        | Jonny Bossio Víctor Ráez                              |
| Uruguay   | Esteban Ostojich Leodán González                  | Nicolás Tarán Richard Trinidad                        |
| Venezuela | Alexis Herrera Jesús Valenzuela                   | Carlos López Luis Murillo                             |

## Vòng bảng
Lịch thi đấu được công bố vào ngày 18 tháng 12 năm 2018. Đội nhất và đội nhì của mỗi bảng và hai đội xếp thứ ba tốt nhất trong số tất cả các bảng giành quyền vào vòng tứ kết.
| Ngày đấu   | Các ngày               | Các trận đấu |
| ---------- | ---------------------- | ------------ |
| Ngày đấu 1 | 14–17 tháng 6 năm 2019 | 1 v 2, 3 v 4 |
| Ngày đấu 2 | 19–21 tháng 6 năm 2019 | 1 v 3, 2 v 4 |
| Ngày đấu 3 | 23–24 tháng 6 năm 2019 | 4 v 1, 2 v 3 |

Tất cả thời gian theo giờ địa phương, BRT (UTC−3).

### Bảng A
| VT | Đội        | ST | T | H | B | BT | BB | HS | Đ | Giành quyền tham dự                     |
| -- | ---------- | -- | - | - | - | -- | -- | -- | - | --------------------------------------- |
| 1  | Brasil (H) | 3  | 2 | 1 | 0 | 8  | 0  | +8 | 7 | Giành quyền vào vòng đấu loại trực tiếp |
| 2  | Venezuela  | 3  | 1 | 2 | 0 | 3  | 1  | +2 | 5 | Giành quyền vào vòng đấu loại trực tiếp |
| 3  | Perú       | 3  | 1 | 1 | 1 | 3  | 6  | −3 | 4 | Giành quyền vào vòng đấu loại trực tiếp |
| 4  | Bolivia    | 3  | 0 | 0 | 3 | 2  | 9  | −7 | 0 |                                         |

| Brasil                                    | 3–0      | Bolivia |
| ----------------------------------------- | -------- | ------- |
| - Coutinho 50' (ph.đ.), 53' - Everton 85' | Chi tiết |         |

| Venezuela | 0–0      | Perú |
| --------- | -------- | ---- |
|           | Chi tiết |      |

| Bolivia               | 1–3      | Perú                                       |
| --------------------- | -------- | ------------------------------------------ |
| - Martins 28' (ph.đ.) | Chi tiết | - Guerrero 45' - Farfán 55' - Flores 90+6' |

| Brasil | 0–0      | Venezuela |
| ------ | -------- | --------- |
|        | Chi tiết |           |

| Perú | 0–5      | Brasil                                                                    |
| ---- | -------- | ------------------------------------------------------------------------- |
|      | Chi tiết | - Casemiro 12' - Firmino 19' - Everton 32' - Dani Alves 53' - Willian 90' |

| Bolivia          | 1–3      | Venezuela                       |
| ---------------- | -------- | ------------------------------- |
| - Justiniano 82' | Chi tiết | - Machís 2', 55' - Martínez 86' |

### Bảng B
| VT | Đội       | ST | T | H | B | BT | BB | HS | Đ | Giành quyền tham dự                     |
| -- | --------- | -- | - | - | - | -- | -- | -- | - | --------------------------------------- |
| 1  | Colombia  | 3  | 3 | 0 | 0 | 4  | 0  | +4 | 9 | Giành quyền vào vòng đấu loại trực tiếp |
| 2  | Argentina | 3  | 1 | 1 | 1 | 3  | 3  | 0  | 4 | Giành quyền vào vòng đấu loại trực tiếp |
| 3  | Paraguay  | 3  | 0 | 2 | 1 | 3  | 4  | −1 | 2 | Giành quyền vào vòng đấu loại trực tiếp |
| 4  | Qatar     | 3  | 0 | 1 | 2 | 2  | 5  | −3 | 1 |                                         |

| Argentina | 0–2      | Colombia                       |
| --------- | -------- | ------------------------------ |
|           | Chi tiết | - Martínez 71' - D. Zapata 86' |

| Paraguay                            | 2–2      | Qatar                           |
| ----------------------------------- | -------- | ------------------------------- |
| - Cardozo 4' (ph.đ.) - González 56' | Chi tiết | - Ali 68' - R. Rojas 77' (l.n.) |

| Colombia        | 1–0      | Qatar |
| --------------- | -------- | ----- |
| - D. Zapata 86' | Chi tiết |       |

| Argentina           | 1–1      | Paraguay      |
| ------------------- | -------- | ------------- |
| - Messi 57' (ph.đ.) | Chi tiết | - Sánchez 37' |

| Qatar | 0–2      | Argentina                  |
| ----- | -------- | -------------------------- |
|       | Chi tiết | - Martínez 4' - Agüero 82' |

| Colombia      | 1–0      | Paraguay |
| ------------- | -------- | -------- |
| - Cuéllar 31' | Chi tiết |          |

### Bảng C
| VT | Đội      | ST | T | H | B | BT | BB | HS | Đ | Giành quyền tham dự                     |
| -- | -------- | -- | - | - | - | -- | -- | -- | - | --------------------------------------- |
| 1  | Uruguay  | 3  | 2 | 1 | 0 | 7  | 2  | +5 | 7 | Giành quyền vào vòng đấu loại trực tiếp |
| 2  | Chile    | 3  | 2 | 0 | 1 | 6  | 2  | +4 | 6 | Giành quyền vào vòng đấu loại trực tiếp |
| 3  | Nhật Bản | 3  | 0 | 2 | 1 | 3  | 7  | −4 | 2 |                                         |
| 4  | Ecuador  | 3  | 0 | 1 | 2 | 2  | 7  | −5 | 1 |                                         |

| Uruguay                                                  | 4–0      | Ecuador |
| -------------------------------------------------------- | -------- | ------- |
| - Lodeiro 6' - Cavani 33' - Suárez 44' - Mina 78' (l.n.) | Chi tiết |         |

| Nhật Bản | 0–4      | Chile                                        |
| -------- | -------- | -------------------------------------------- |
|          | Chi tiết | - Pulgar 41' - Vargas 54', 83' - Sánchez 82' |

| Uruguay                            | 2–2      | Nhật Bản           |
| ---------------------------------- | -------- | ------------------ |
| - Suárez 32' (ph.đ.) - Giménez 66' | Chi tiết | - Miyoshi 25', 59' |

| Ecuador                | 1–2      | Chile                         |
| ---------------------- | -------- | ----------------------------- |
| - Valencia 26' (ph.đ.) | Chi tiết | - Fuenzalida 8' - Sanchez 51' |

| Chile | 0–1      | Uruguay      |
| ----- | -------- | ------------ |
|       | Chi tiết | - Cavani 82' |

| Ecuador    | 1–1      | Nhật Bản       |
| ---------- | -------- | -------------- |
| - Mena 35' | Chi tiết | - Nakajima 15' |

### Xếp hạng của các đội xếp thứ ba
| VT | Bg | Đội      | ST | T | H | B | BT | BB | HS | Đ | Giành quyền tham dự                     |
| -- | -- | -------- | -- | - | - | - | -- | -- | -- | - | --------------------------------------- |
| 1  | A  | Perú     | 3  | 1 | 1 | 1 | 3  | 6  | −3 | 4 | Giành quyền vào vòng đấu loại trực tiếp |
| 2  | B  | Paraguay | 3  | 0 | 2 | 1 | 3  | 4  | −1 | 2 | Giành quyền vào vòng đấu loại trực tiếp |
| 3  | C  | Nhật Bản | 3  | 0 | 2 | 1 | 3  | 7  | −4 | 2 |                                         |

## Vòng đấu loại trực tiếp
Trong vòng đấu loại trực tiếp, nếu một trận đấu có kết quả hòa sau 90 phút:
- Tại vòng tứ kết, không thi đấu hiệp phụ, trận đấu được quyết định bằng loạt sút luân lưu.[13]
- Tại vòng bán kết, vòng playoff tranh hạng ba và trận chung kết, sẽ tổ chức thi đấu hiệp phụ, mỗi đội tuyển được phép cho cầu thủ dự bị thứ tư vào thay người. Nếu kết quả vẫn hòa sau hiệp phụ, trận đấu được quyết định bằng loạt sút luân lưu.[13]

### Sơ đồ
|  | Tứ kết                               | Tứ kết                   |                                     |       | Bán kết                | Bán kết                |  |  | Chung kết | Chung kết |
|  |                                      |                          |                                     |       |                        |                        |  |  |           |           |
|  | 27 tháng 6 – Porto Alegre            |                          |                                     |       |                        |                        |  |  |           |           |
|  |                                      |                          |                                     |       |                        |                        |  |  |           |           |
|  | Brasil (p)                           | 0 (4)                    |                                     |       |                        |                        |  |  |           |           |
|  | Brasil (p)                           | 0 (4)                    | 2 tháng 7 – Belo Horizonte          |       |                        |                        |  |  |           |           |
|  | Paraguay                             | 0 (3)                    |                                     |       |                        |                        |  |  |           |           |
|  | Paraguay                             | 0 (3)                    | Brasil                              | 2     |                        |                        |  |  |           |           |
|  | 28 tháng 6 – Rio de Janeiro          |                          | Brasil                              | 2     |                        |                        |  |  |           |           |
|  |                                      | Argentina                | 0                                   |       |                        |                        |  |  |           |           |
|  | Venezuela                            | Argentina                | 0                                   | 0     |                        |                        |  |  |           |           |
|  | Venezuela                            |                          | 7 tháng 7 – Rio de Janeiro          | 0     |                        |                        |  |  |           |           |
|  | Argentina                            | 2                        |                                     |       |                        |                        |  |  |           |           |
|  | Argentina                            | 2                        | Brasil                              | 3     |                        |                        |  |  |           |           |
|  | 28 tháng 6 – São Paulo (Corinthians) |                          | Brasil                              | 3     |                        |                        |  |  |           |           |
|  |                                      | Perú                     | 1                                   |       |                        |                        |  |  |           |           |
|  | Colombia                             | Perú                     | 1                                   | 0 (4) |                        |                        |  |  |           |           |
|  | Colombia                             | 3 tháng 7 – Porto Alegre |                                     | 0 (4) |                        |                        |  |  |           |           |
|  | Chile (p)                            | 0 (5)                    |                                     |       |                        |                        |  |  |           |           |
|  | Chile (p)                            | 0 (5)                    | Chile                               | 0     |                        |                        |  |  |           |           |
|  | 29 tháng 6 – Salvador                |                          | Chile                               | 0     |                        |                        |  |  |           |           |
|  |                                      | Perú                     | 3                                   |       | Play-off tranh hạng ba | Play-off tranh hạng ba |  |  |           |           |
|  | Uruguay                              | Perú                     | 3                                   | 0 (4) | Play-off tranh hạng ba | Play-off tranh hạng ba |  |  |           |           |
|  | Uruguay                              |                          | 6 tháng 7 – São Paulo (Corinthians) | 0 (4) |                        |                        |  |  |           |           |
|  | Perú (p)                             | 0 (5)                    |                                     |       |                        |                        |  |  |           |           |
|  | Perú (p)                             | 0 (5)                    | Argentina                           | 2     |                        |                        |  |  |           |           |
|  |                                      |                          |                                     |       |                        |                        |  |  |           |           |
|  | Chile                                | 1                        |                                     |       |                        |                        |  |  |           |           |
|  | Chile                                | 1                        |                                     |       |                        |                        |  |  |           |           |

### Tứ kết
| Brasil                                              | 0–0      | Paraguay                                         |
| --------------------------------------------------- | -------- | ------------------------------------------------ |
|                                                     | Chi tiết |                                                  |
| Loạt sút luân lưu                                   |          |                                                  |
| - Willian - Marquinhos - Coutinho - Firmino - Jesus | 4–3      | - Gómez - Almirón - Valdez - R. Rojas - González |

| Venezuela | 0–2      | Argentina                     |
| --------- | -------- | ----------------------------- |
|           | Chi tiết | - Martínez 10' - Lo Celso 74' |

| Colombia                                          | 0–0      | Chile                                          |
| ------------------------------------------------- | -------- | ---------------------------------------------- |
|                                                   | Chi tiết |                                                |
| Loạt sút luân lưu                                 |          |                                                |
| - Rodríguez - Cardona - Cuadrado - Mina - Tesillo | 4–5      | - Vidal - Vargas - Pulgar - Aránguiz - Sánchez |

| Uruguay                                           | 0–0      | Perú                                              |
| ------------------------------------------------- | -------- | ------------------------------------------------- |
|                                                   | Chi tiết |                                                   |
| Loạt sút luân lưu                                 |          |                                                   |
| - Suárez - Cavani - Stuani - Bentancur - Torreira | 4–5      | - Guerrero - Ruidíaz - Yotún - Advíncula - Flores |

### Bán kết
| Brasil                    | 2–0      | Argentina |
| ------------------------- | -------- | --------- |
| - Jesus 19' - Firmino 71' | Chi tiết |           |

| Chile | 0–3      | Perú                                      |
| ----- | -------- | ----------------------------------------- |
|       | Chi tiết | - Flores 21' - Yotún 38' - Guerrero 90+1' |

### Play-off tranh hạng ba
| Argentina                 | 2–1      | Chile               |
| ------------------------- | -------- | ------------------- |
| - Agüero 12' - Dybala 22' | Chi tiết | - Vidal 59' (ph.đ.) |

### Chung kết
| Brasil                                                        | 3–1      | Perú                   |
| ------------------------------------------------------------- | -------- | ---------------------- |
| - Everton 15' - Gabriel Jesus 45+3' - Richarlison 90' (ph.đ.) | Chi tiết | - Guerrero 44' (ph.đ.) |

## Thống kê

### Cầu thủ ghi bàn
Đã có 60 bàn thắng ghi được trong 26 trận đấu, trung bình 2.31 bàn thắng mỗi trận đấu.
3 bàn thắng
- Everton
- Paolo Guerrero

2 bàn thắng
- Sergio Agüero
- Lautaro Martínez
- Gabriel Jesus
- Philippe Coutinho
- Roberto Firmino
- Alexis Sánchez
- Eduardo Vargas
- Duván Zapata
- Miyoshi Koji
- Edison Flores
- Edinson Cavani
- Luis Suárez
- Darwin Machís

1 bàn thắng
- Paulo Dybala
- Giovani Lo Celso
- Lionel Messi
- Leonel Justiniano
- Marcelo Martins
- Casemiro
- Dani Alves
- Richarlison
- Willian
- José Pedro Fuenzalida
- Erick Pulgar
- Arturo Vidal
- Gustavo Cuéllar
- Roger Martínez
- Ángel Mena
- Enner Valencia
- Nakajima Shoya
- Óscar Cardozo
- Derlis González
- Richard Sánchez
- Jefferson Farfán
- Yoshimar Yotún
- Almoez Ali
- José Giménez
- Nicolás Lodeiro
- Josef Martínez

1 bàn phản lưới nhà
- Arturo Mina (trong trận gặp Uruguay)
- Rodrigo Rojas (trong trận gặp Qatar)

### Bảng xếp hạng giải đấu
Sau 90 thi đấu chính thức, 30 phút hiệp phụ mà không có bàn thắng nào được ghi và giải quyết bằng loạt sút luân lưu 11m thì vẫn được tính là trận hòa.

| VT | Đội       | ST | T | H | B | BT | BB | HS  | Đ  | Kết quả chung cuộc  |
| -- | --------- | -- | - | - | - | -- | -- | --- | -- | ------------------- |
| 1  | Brasil    | 6  | 4 | 2 | 0 | 13 | 1  | +12 | 14 | Vô địch             |
| 2  | Perú      | 6  | 2 | 2 | 2 | 7  | 9  | −2  | 8  | Á quân              |
| 3  | Argentina | 6  | 3 | 1 | 2 | 7  | 6  | +1  | 10 | Hạng ba             |
| 4  | Chile     | 6  | 2 | 1 | 3 | 7  | 7  | 0   | 7  | Hạng tư             |
|    |           |    |   |   |   |    |    |     |    |                     |
| 5  | Colombia  | 4  | 3 | 1 | 0 | 4  | 0  | +4  | 10 | Bị loại ở tứ kết    |
| 6  | Uruguay   | 4  | 2 | 2 | 0 | 7  | 2  | +5  | 8  | Bị loại ở tứ kết    |
| 7  | Venezuela | 4  | 1 | 2 | 1 | 3  | 3  | 0   | 5  | Bị loại ở tứ kết    |
| 8  | Paraguay  | 4  | 0 | 3 | 1 | 3  | 4  | −1  | 3  | Bị loại ở tứ kết    |
|    |           |    |   |   |   |    |    |     |    |                     |
| 9  | Nhật Bản  | 3  | 0 | 2 | 1 | 3  | 7  | −4  | 2  | Bị loại ở vòng bảng |
| 10 | Qatar     | 3  | 0 | 1 | 2 | 2  | 5  | −3  | 1  | Bị loại ở vòng bảng |
| 11 | Ecuador   | 3  | 0 | 1 | 2 | 2  | 7  | −5  | 1  | Bị loại ở vòng bảng |
| 12 | Bolivia   | 3  | 0 | 0 | 3 | 2  | 9  | −7  | 0  | Bị loại ở vòng bảng |

### Giải thưởng
Các giải thưởng sau đây đã được trao khi kết thúc giải đấu.
- Cầu thủ xuất sắc nhất:  Dani Alves
- Vua phá lưới:  Everton (3 bàn)[a]
- Thủ môn hay nhất:  Alisson
- Đội đoạt giải phong cách:  Brasil

a Paolo Guerrero cũng đã ghi ba bàn trong suốt giải đấu, nhưng thi đấu nhiều phút hơn Everton.

## Tiếp thị

### Linh vật

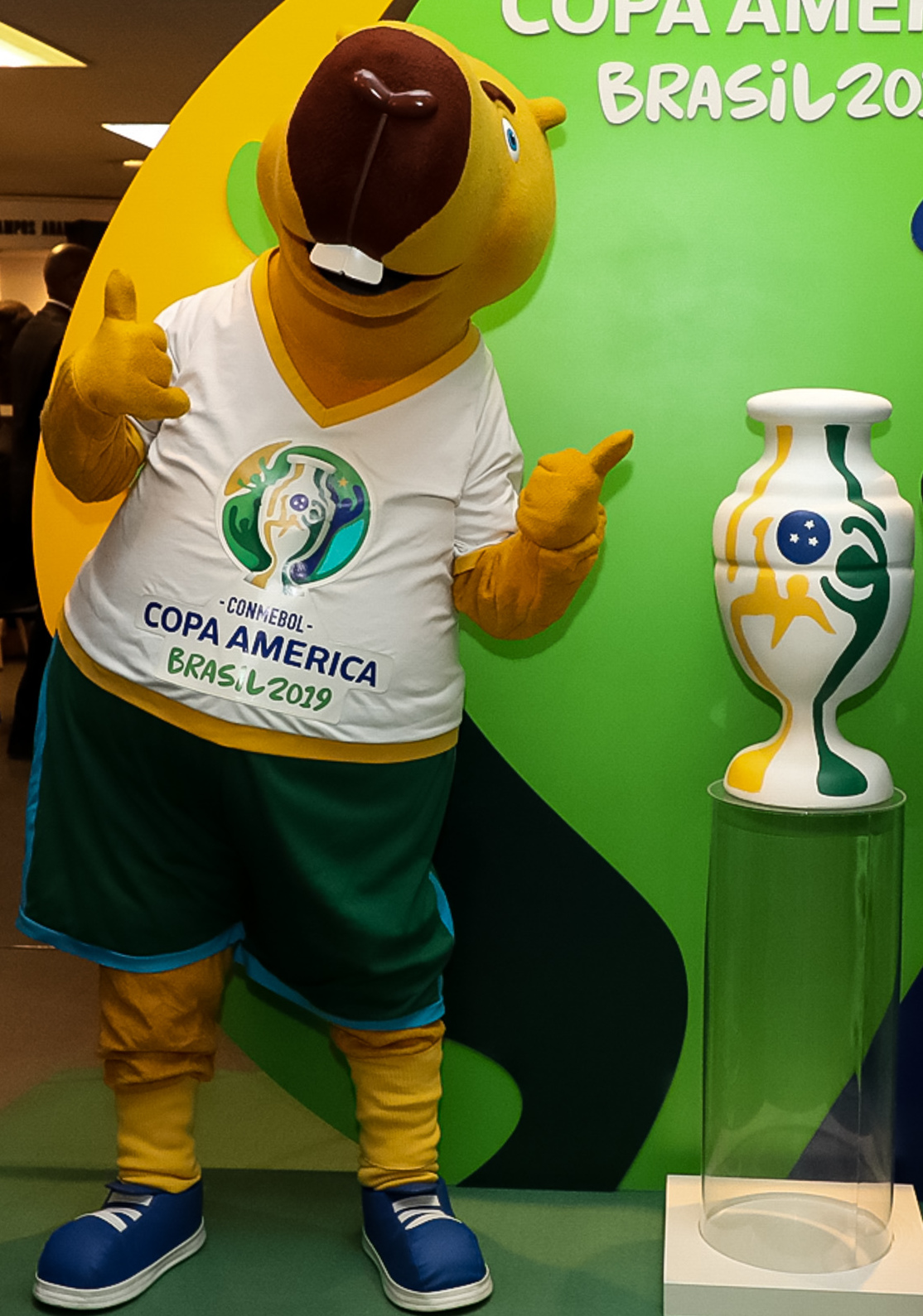
Zizito, linh vật của Cúp bóng đá Nam Mỹ 2019.

Linh vật của giải đấu là Zizito, một con Chuột lang nước, đê tỏ lòng tôn kính với Zizinho, cầu thủ bóng đá người Brazil chia sẻ kỷ lục ghi bàn nhiều nhất mọi thời đại tại Copa América (17 bàn thắng cùng với người cầu thủ người Argentina Norberto Doroteo Méndez).

### Khẩu hiệu
Khẩu hiệu của Copa América 2019 là "Vibra el Continente / Vibra o Continente" (Khuấy động lục địa).

### Bài hát chính thức
Bài hát chính thức của giải đấu là "Vibra Continente", thực hiện bởi nghệ sĩ thu âm người Brasil Léo Santana và nghệ sĩ thu âm người Colombia Karol G.

## Bản quyền phát sóng

### CONMEBOL
| Quốc gia                                                                     | Hãng phát sóng               | Ghi chú | Tham khảo     |
| ---------------------------------------------------------------------------- | ---------------------------- | --- | ------------- |
| Brasil (chủ nhà)                                                             | Rede Globo                   | Các trận đấu được lựa chọn trực tiếp (bao gồm tất cả các trận đấu và trận chung kết của Brasil)                                    | [ 45 ]        |
| Brasil (chủ nhà)                                                             | SporTV                       | Tất cả 26 trận đấu trực tiếp | [ 46 ] [ 47 ] |
| Nam Mỹ - Argentina - Chile - Colombia - Ecuador - Peru - Uruguay - Venezuela | DirecTV Sports               | Tất cả 26 trận đấu trực tiếp |               |
| Argentina                                                                    | Televisión Pública Argentina | Các trận đấu được lựa chọn (bao gồm một bảng đang khai mạc và tất cả các trận đấu của Argentina)                                   | [ 48 ]        |
| Argentina                                                                    | TyC Sports                   | Tất cả 26 trận đấu trực tiếp |               |
| Bolivia                                                                      | Bolivia TV                   | Các trận đấu được lựa chọn trực tiếp (bao gồm tất cả các trận đấu của Bolivia)                                                     |               |
| Bolivia                                                                      | Tigo Sports                  | Tất cả 26 trận đấu trực tiếp |               |
| Paraguay                                                                     | Tigo Sports                  | Tất cả 26 trận đấu trực tiếp |               |
| Chile                                                                        | Canal 13                     | Các trận đấu được lựa chọn trực tiếp (bao gồm các trận đấu bảng đang khai mạc, tất cả các trận đấu và trận chung kết của Chile)    | [ 49 ]        |
| Chile                                                                        | TVN                          | Các trận đấu được lựa chọn trực tiếp (bao gồm các trận đấu bảng đang khai mạc, tất cả các trận đấu và trận chung kết của Chile)    | [ 49 ]        |
| Chile                                                                        | CDF                          | Các trận đấu được lựa chọn trực tiếp (bao gồm các trận đấu bảng đang khai mạc, tất cả các trận đấu và trận chung kết của Chile)    |               |
| Colombia                                                                     | Caracol Televisión           | Các trận đấu được lựa chọn trực tiếp (bao gồm các trận đấu bảng đang khai mạc, tất cả các trận đấu và trận chung kết của Colombia) |               |
| Ecuador                                                                      | Teleamazonas                 | Tất cả 26 trận đấu trực tiếp | [ 50 ]        |
| Peru                                                                         | América Televisión           | Các trận đấu được lựa chọn trực tiếp (bao gồm các trận đấu bảng đang khai mạc, tất cả các trận đấu và trận chung kết của Peru)     | [ 51 ]        |
| Uruguay                                                                      | Teledoce                     | Các trận đấu được lựa chọn trực tiếp (bao gồm các trận đấu bảng đang khai mạc, tất cả các trận đấu của Uruguay)                    |               |
| Uruguay                                                                      | Dexary                       | Tất cả 26 trận đấu trực tiếp | [ 52 ]        |

### CONCACAF
| Quốc gia                                                                                            | Hãng phát sóng                                                                    | Ghi chú | Tham khảo     |
| --------------------------------------------------------------------------------------------------- | --------------------------------------------------------------------------------- | --- | ------------- |
| Canada                                                                                              | TSN (tiếng Anh)                                                                   | Tất cả 26 trận đấu trực tiếp |               |
| Canada                                                                                              | RDS (tiếng Pháp)                                                                  | Tất cả 26 trận đấu trực tiếp | [ 53 ]        |
| Cộng đồng Caribe                                                                                    | Digicel                                                                           | Tất cả 26 trận đấu trực tiếp trên SportsMax | [ 54 ]        |
| Trung Mỹ - Costa Rica - Cộng hòa Dominica - El Salvador - Guatemala - Honduras - Nicaragua - Panama | - Televisa - Sky Sports                                                           | Tất cả 26 trận đấu tương ứng trực tiếp |               |
| México                                                                                              | - Televisa - Sky Sports                                                           | Tất cả 26 trận đấu tương ứng trực tiếp |               |
| TV Azteca                                                                                           | Các trận đấu được lựa chọn trực tiếp (bao gồm trận mở màn bảng và trận chung kết) | |               |
| Costa Rica                                                                                          | Repretel                                                                          | Tất cả 26 trận đấu trực tiếp trên kênh 6 và 11 | [ 55 ]        |
| El Salvador                                                                                         | TCS                                                                               | Tất cả 26 trận đấu trực tiếp |               |
| Honduras                                                                                            | Canal 6                                                                           | Các trận đấu được lựa chọn trực tiếp (bao gồm trận mở màn bảng và trận chung kết)                                                                     |               |
| Honduras                                                                                            | Tigo Sports                                                                       | Tất cả 26 trận đấu trực tiếp |               |
| Panama                                                                                              | RPC-TV                                                                            | Các trận đấu được lựa chọn tương ứng trực tiếp | [ 56 ]        |
| Panama                                                                                              | TVMax                                                                             | Các trận đấu được lựa chọn tương ứng trực tiếp | [ 57 ]        |
| Hoa Kỳ                                                                                              | ESPN                                                                              | Tất cả 26 trận đấu trực tiếp bằng tiếng Anh và tiếng Bồ Đào Nha trên ESPN+                                                                            | [ 58 ]        |
| Hoa Kỳ                                                                                              | Telemundo                                                                         | Tất cả 26 trận đấu trực tiếp bằng tiếng Tây Ban Nha trên Telemundo, Universo, trang web Telemundo Deportes, Telemundo Now, và Universo Now tương ứng. | [ 59 ] [ 60 ] |

### Toàn cầu
| Quốc gia                                                                      | Hãng phát sóng               | Ghi chú                                                                                            | Tham khảo |
| ----------------------------------------------------------------------------- | ---------------------------- | -------------------------------------------------------------------------------------------------- | --------- |
| Áo                                                                            | DAZN                         | Tất cả 26 trận đấu trực tiếp                                                                       |           |
| Đức                                                                           | DAZN                         | Tất cả 26 trận đấu trực tiếp                                                                       | [ 61 ]    |
| Ý                                                                             | DAZN                         | Tất cả 26 trận đấu trực tiếp                                                                       |           |
| Nhật Bản (đội tuyển được lời mời)                                             | DAZN                         | Tất cả 26 trận đấu trực tiếp                                                                       |           |
| Tây Ban Nha                                                                   | DAZN                         | Tất cả 26 trận đấu trực tiếp                                                                       | [ 62 ]    |
| Thụy Sĩ                                                                       | DAZN                         | Tất cả 26 trận đấu trực tiếp                                                                       |           |
| Úc                                                                            | beIN Sports                  | Tất cả 26 trận đấu trực tiếp                                                                       | [ 63 ]    |
| Pháp                                                                          | beIN Sports                  | Tất cả 26 trận đấu trực tiếp                                                                       | [ 64 ]    |
| MENA (bao gồm một đội tuyển được lời mời)                                     | beIN Sports                  | Tất cả 26 trận đấu trực tiếp                                                                       | [ 65 ]    |
| New Zealand                                                                   | beIN Sports                  | Tất cả 26 trận đấu trực tiếp                                                                       |           |
| Albania                                                                       | DigitAlb                     | Tất cả 26 trận đấu trực tiếp trên SuperSport                                                       | [ 66 ]    |
| Kosovo                                                                        | DigitAlb                     | Tất cả 26 trận đấu trực tiếp trên SuperSport                                                       | [ 66 ]    |
| Balkan - Bosna và Hercegovina - Croatia - Montenegro - Bắc Macedonia - Serbia | Arena Sport                  | Tất cả 26 trận đấu trực tiếp                                                                       |           |
| Bỉ                                                                            | Telenet                      | Tất cả 26 trận đấu trực tiếp trên Play Sports                                                      | [ 67 ]    |
| Campuchia                                                                     | CBS                          | Tất cả 26 trận đấu trực tiếp trên CTN, CNC, và MyTV                                                | [ 68 ]    |
| Trung Quốc                                                                    | PPTV                         | Tất cả 26 trận đấu trực tiếp                                                                       |           |
| Cộng hòa Séc                                                                  | O2                           | Tất cả 26 trận đấu trực tiếp trên cả hai kênh bóng đá và thể thao                                  | [ 69 ]    |
| Ai Cập                                                                        | Arena Sport                  | Tất cả 26 trận đấu trực tiếp + Special Coverage                                                    |           |
| Hy Lạp                                                                        | ERT                          | Các trận đấu được lựa chọn trực tiếp trên kênh Thể thao                                            | [ 70 ]    |
| Hồng Kông                                                                     | Now TV                       | Tất cả 26 trận đấu trực tiếp                                                                       |           |
| Hungary                                                                       | Sport TV                     | Tất cả 26 trận đấu trực tiếp                                                                       | [ 71 ]    |
| Iceland                                                                       | 365                          | Tất cả 26 trận đấu trực tiếp trên Stöð 2 Sport 1 và 2                                              | [ 72 ]    |
| Indonesia                                                                     | Kompas Gramedia              | Tất cả 26 trận đấu trực tiếp trên K-Vision, những điểm nổi bật cũng có sẵn trên Kompas TV          | [ 73 ]    |
| Iran                                                                          | IRIB                         | Các trận đấu được lựa chọn trực tiếp trên TV3 và Varzesh                                           |           |
| Ireland                                                                       | Eir Sport                    | Tất cả 26 trận đấu trực tiếp trên 1 và 2                                                           |           |
| Ireland                                                                       | FreeSports                   | Chỉ có những điểm nổi bật và encore                                                                |           |
| Anh Quốc                                                                      | FreeSports                   | Chỉ có những điểm nổi bật và encore                                                                |           |
| Premier Sports                                                                | Tất cả 26 trận đấu trực tiếp | [ 74 ]                                                                                             |           |
| Israel                                                                        | Charlton                     | Tất cả 26 trận đấu trực tiếp trên Sport 1 và Sport 2                                               |           |
| Kazakhstan                                                                    | Setanta Sports               | Tất cả 26 trận đấu trực tiếp                                                                       | [ 75 ]    |
| Hàn Quốc                                                                      | JTBC, JTBC3 Fox Sports       | Tất cả 26 trận đấu trực tiếp                                                                       | [ 76 ]    |
| Malaysia                                                                      | RTM                          | 20 trong số 26 trận đấu (17 trận trực tiếp và 3 trận bị hoãn) trên kênh TV1, TV2, và Sport         | [ 77 ]    |
| Hà Lan                                                                        | Fox Sports                   | Tất cả 26 trận đấu trực tiếp trên ba kênh quốc tế                                                  | [ 78 ]    |
| Bắc Âu - Đan Mạch - Phần Lan - Na Uy - Thụy Điển                              | NENT                         | Tất cả 26 trận đấu trực tiếp trên Viasport và Viaplay                                              | [ 79 ]    |
| Ba Lan                                                                        | Polsat                       | Tất cả 26 trận đấu trực tiếp trên Sport và Extra                                                   | [ 80 ]    |
| Bồ Đào Nha                                                                    | Sport TV                     | Tất cả 26 trận đấu trực tiếp                                                                       | [ 81 ]    |
| România                                                                       | Eurosport                    | Tất cả 26 trận đấu trực tiếp                                                                       | [ 82 ]    |
| Nga                                                                           | Match TV                     | Tất cả 26 trận đấu trực tiếp                                                                       |           |
| Qatar                                                                         | Al Kass                      | Các trận đấu được lựa chọn (bao gồm tất cả các trận đấu của Qatar) trực tiếp trên Extra One và Two | [ 83 ]    |
| Singapore                                                                     | StarHub                      | Tất cả 26 trận đấu trực tiếp trên Hub Sports                                                       | [ 84 ]    |
| Slovakia                                                                      | Orange                       | Tất cả 26 trận đấu trực tiếp                                                                       | [ 69 ]    |
| Vùng hành chính Tây Ban Nha - Galicia                                         | CRTVG                        | 10 trong số 26 trận đấu trực tiếp ở Galicia trên tvG2                                              | [ 85 ]    |
| Châu Phi Hạ Sahara                                                            | StarTimes                    | Tất cả 26 trận đấu trực tiếp                                                                       | [ 86 ]    |
| Đài Loan                                                                      | ELTA                         | Tất cả 26 trận đấu trực tiếp                                                                       |           |
| Tajikistan                                                                    | Televizioni Tojikiston       | Các trận đấu được lựa chọn trực tiếp trên Varzish và Futbol                                        |           |
| Thái Lan                                                                      | PPTV                         | Tất cả 26 trận đấu trực tiếp                                                                       | [ 87 ]    |
| Thổ Nhĩ Kỳ                                                                    | TRT                          | Các trận đấu được lựa chọn trực tiếp trên kênh Thể thao                                            | [ 88 ]    |
| Uzbekistan                                                                    | NTRCU                        | Các trận đấu được lựa chọn trực tiếp trên kênh Thể thao                                            | [ 89 ]    |
| Việt Nam                                                                      | Tập đoàn FPT                 | Tất cả 26 trận đấu trực tiếp                                                                       | [ 90 ]    |
| Việt Nam                                                                      | K+                           | Tất cả 26 trận đấu trực tiếp                                                                       | [ 90 ]    |